# Nemzetség (rendszertan)
Az élőlények biológiai rendszertani besorolásában a nemzetség (latinul: genus, illetve tribus)  egy taxon, azaz rendszertani kategória.
A magyar nevezéktanban a „nemzetség” kifejezés használata különbözik a növények és gombák országában, illetve az állatokéban. A növényeknél és gombáknál a latin genus megfelelője, míg az állatoknál a latin tribusnak felel meg. A család (familia) és a faj (species) között elhelyezkedő tribus / genus eltérő kifejezések a különböző országokban: 
- növények és gombák esetén: nemzetségcsoport / nemzetség,
- állatoknál               : nemzetség / nem.

A genus volt az egyik alapvető kategória Carl von Linné klasszikus ötös felosztásában (regnum/classis/ordo/genus/species).

## A nemzetség jelölése a növény- és gombafajok tudományos nevében
A növényfajok kéttagú tudományos nevében az első szó mindig a nemzetséget, a második szó a fajt jelöli. (A háromtagú nevekben a harmadik szó az alfaj.) Például a Pinus nigra (feketefenyő) faj és Pinus nigra salzmannii (pireneusi feketefenyő) alfaj esetében a Pinus nigra jelentése a Pinus nemzetségből a feketefenyő (nigra) faj, míg a Pinus nigra salzmannii értelmezése a Pinus nemzetségből a feketefenyő (nigra) faj pireneusi (salzmannii) alfaja.

## A nemzetség elhelyezkedése a növények és gombák rendszertani felosztásában
Az alapkategóriákat félkövér, az alkategóriákat a normál betű jelöli.
- család (familia)
  - alcsalád (subfamilia)
    - alcsaládág (infrafamilia)
      - nemzetségcsoport (tribus)
        - alnemzetségcsoport (subtribus)
          - nemzetség (genus) 
            - alnemzetség (subgenus)
              - fajcsoport (sectio)
                - alfajcsoport (subsectio)
                  - fajsor (series)
                    - alfajsor (subseries)
                      - faj (species)

## A nemzetség elhelyezkedése az állatok rendszertani felosztásában
Az alapkategóriákat félkövér, az alkategóriákat a normál betű jelöli.
- család (familia)
  - alcsalád (subfamilia)
    - alcsaládág (infrafamilia)
      - nemzetség (tribus) 
        - alnemzetség (subtribus)
          - nem (genus)

- faj (species)